# David Bates
David Bates (Kirkcaldy, 5 oktober 1996) is een Schots voetballer die bij voorkeur als centrale verdediger speelt. Hij speelt voor Standard Luik.

## Clubcarrière

### Schotse lagere divisies
Bates genoot zijn jeugdopleiding bij Raith Rovers FC. Op 21 september 2013 zat hij voor het eerst in de wedstrijdselectie van het eerste elftal voor de competitiewedstrijd tegen Alloa Athletic FC. Pas twee seizoenen later, op 25 juli 2015, maakte hij zijn debuut in het eerste elftal van de club in de Scottish League Challenge Cup-wedstrijd tegen Cowdenbeath FC. In de tweede helft van het seizoen 2014/15 had de club hem uitgeleend aan East Stirlingshire FC, waarvoor hij acht wedstrijden speelde in de Scottish League Two.
Zijn competitiedebuut voor Raith Rovers, weliswaar in de Scottish Championship, maakte hij op 8 augustus 2015 tegen Livingston FC. Na enkele wedstrijden in het eerste elftal van Raith Rovers te hebben gespeeld werd hij in september 2015 een tweede keer uitgeleend, ditmaal aan derdeklasser Brechin City FC. Uiteindelijk klokte Bates in het seizoen 2015/16 af op 25 wedstrijden: vijftien voor Raith Rovers en tien voor Brechin City.

### Rangers FC
In augustus 2016 leende Raith Rovers hem een derde keer uit, ditmaal aan Rangers FC. Nog voor hij zijn officiële debuut in het eerste elftal maakte, nam Rangers hem in januari 2017 definitief over van Raith Rovers. Op 5 april 2017 maake hij zijn officiële debuut voor de club in de competitie tegen Kilmarnock FC. In de zeven resterende competitiewedstrijden van dat seizoen miste hij slechts een wedstrijd, de derby tegen Celtic FC. In het seizoen 2017/18 speelde hij twintig wedstrijden in alle competities, waarin hij eenmaal scoorde.

### Hamburger SV
In april 2018 raakte bekend dat Bates, die een aflopend contract had bij Rangers FC, zijn carrière zou voortzetten bij Hamburger SV. Bates werd een vaste waarde centraal achterin bij de Hamburgers, maar kon niet verhelpen dat de club in extremis naast de promotie naar de Bundesliga greep. De club leende hem vervolgens uit aan Sheffield Wednesday. Die uitleenbeurt werd geen groot succes: nadat hij op het einde van zijn eerste seizoen bij Hamburg de ligamenten van zijn enkel scheurde, miste hij een groot deel van het seizoen 2019/20. Bates kwam uiteindelijk enkel in actie in de League Cup-wedstrijd tegen Rotherham United.
In augustus 2020 werd hij voor een seizoen uitgeleend aan Cercle Brugge. Bates kwam met een conditionele achterstand aan, maar knokte zich uiteindelijk met mondjesmaat in het eerste elftal. Na de komst van Yves Vanderhaeghe als trainer werd hij een vaste waarde in de verdediging van Cercle. Desondanks werd de aankoopoptie in zijn huurcontract op het einde van het seizoen niet gelicht.

### Aberdeen FC
In augustus 2021 ondertekende hij een contract voor drie seizoenen bij de Schotse eersteklasser Aberdeen FC.

### KV Mechelen
In september 2022 ondertekende hij een contract voor drie seizoenen bij de Belgische eersteklasser KV Mechelen.

## Statistieken
| Seizoen         | Club                 | Land               | Competitie           | Competitie | Competitie | Beker | Beker | Supercup | Supercup | Europees | Europees | Totaal | Totaal |
| Seizoen         | Club                 | Land               | Competitie           | Wed.       | Dlp.       | Wed.  | Dlp.  | Wed.     | Dlp.     | Wed.     | Dlp.     | Wed.   | Dlp.   |
| --------------- | -------------------- | ------------------ | -------------------- | ---------- | ---------- | ----- | ----- | -------- | -------- | -------- | -------- | ------ | ------ |
| 2014/15         | Raith Rovers FC      | Vlag van Schotland | Championship         | 0          | 0          | 0     | 0     | ―        | ―        | ―        | ―        | 0      | 0      |
| 2014/15         | → East Stirlingshire | Vlag van Schotland | Scottish League Two  | 17         | 1          | 0     | 0     | ―        | ―        | ―        | ―        | 17     | 1      |
| 2015/16         | → Brechin City FC    | Vlag van Schotland | Scottish League One  | 10         | 1          | 0     | 0     | ―        | ―        | ―        | ―        | 10     | 1      |
| 2015/16         | Raith Rovers FC      | Vlag van Schotland | Championship         | 10         | 0          | 5     | 0     | ―        | ―        | ―        | ―        | 15     | 0      |
| 2016/17         | → Rangers FC         | Vlag van Schotland | Scottish Premiership | 0          | 0          | 0     | 0     | ―        | ―        | ―        | ―        | 0      | 0      |
| 2016/17         | Rangers FC           | Vlag van Schotland | Scottish Premiership | 7          | 0          | 1     | 0     | ―        | ―        | ―        | ―        | 8      | 0      |
| 2017/18         | Rangers FC           | Vlag van Schotland | Scottish Premiership | 15         | 1          | 3     | 0     | ―        | ―        | 2        | 0        | 20     | 1      |
| 2018/19         | Hamburger SV         | Vlag van Duitsland | 2. Bundesliga        | 25         | 1          | 3     | 0     | ―        | ―        | ―        | ―        | 28     | 1      |
| 2019/20         | → Sheff. Wednesday   | Vlag van Engeland  | Championship         | 0          | 0          | 1     | 0     | ―        | ―        | ―        | ―        | 1      | 0      |
| 2020/21         | → Cercle Brugge      | Vlag van België    | Jupiler Pro League   | 19         | 0          | 2     | 0     | ―        | ―        | ―        | ―        | 21     | 0      |
| 2021/22         | Aberdeen FC          | Vlag van Schotland | Scottish Premiership | 33         | 2          | 2     | 0     | ―        | ―        | ―        | ―        | 35     | 2      |
| 2022/23         | KV Mechelen          | Vlag van België    | Eerste klasse A      | 25         | 2          | 6     | 1     | ―        | ―        | ―        | ―        | 31     | 3      |
| 2023/24         | KV Mechelen          | Vlag van België    | Eerste klasse A      | 34         | 2          | 1     | 0     | 0        | 0        | ―        | ―        | 35     | 2      |
| 2024/25         | Standard Luik        | Vlag van België    | Eerste klasse A      | 9          | 0          | 0     | 0     | ―        | ―        | ―        | ―        | 9      | 0      |
| Carrière totaal | Carrière totaal      | Carrière totaal    | Carrière totaal      | 204        | 10         | 24    | 1     | 0        | 0        | 2        | 0        | 230    | 11     |

## Interlandcarrière
Bates kwam in 2018 vier keer uit voor het Schots beloftenelftal. Op 17 november 2018 maakte hij zijn interlanddebuut voor Schotland in de Nations League-wedstrijd tegen Albanië. Hij kreeg van bondscoach Alex McLeish meteen een basisplaats.
| Interlands van David Bates  | Interlands van David Bates  | Interlands van David Bates  | Interlands van David Bates  | Interlands van David Bates  | Interlands van David Bates  | Interlands van David Bates  |
| No.                         | Datum                       | Wedstrijd                   | Uitslag                     | Soort Wedstrijd             | Doelpunten                  |                             |
| Als speler bij Hamburger SV | Als speler bij Hamburger SV | Als speler bij Hamburger SV | Als speler bij Hamburger SV | Als speler bij Hamburger SV | Als speler bij Hamburger SV | Als speler bij Hamburger SV |
| --------------------------- | --------------------------- | --------------------------- | --------------------------- | --------------------------- | --------------------------- | --------------------------- |
| 1.                          | 17 november 2018            | Albanië – Schotland         | 0 – 4                       | UEFA Nations League 2018/19 | -                           |                             |
| 2.                          | 20 november 2018            | Schotland – Israël          | 3 – 2                       | UEFA Nations League 2018/19 | -                           |                             |
| 3.                          | 21 maart 2019               | Kazachstan – Schotland      | 3 – 0                       | Kwalificatie EK 2020        | -                           |                             |
| 4.                          | 24 maart 2019               | San Marino – Schotland      | 0 – 2                       | Kwalificatie EK 2020        | -                           |                             |
| Totaal                      | Totaal                      | Totaal                      | Totaal                      | Totaal                      | 0                           |                             |

Bijgewerkt tot 1 september 2021